# Serra de Montmany
La Serra de Montmany és una serra situada al municipi de Taradell a la comarca d'Osona, amb una elevació màxima de 764 metres.